# China Central Television

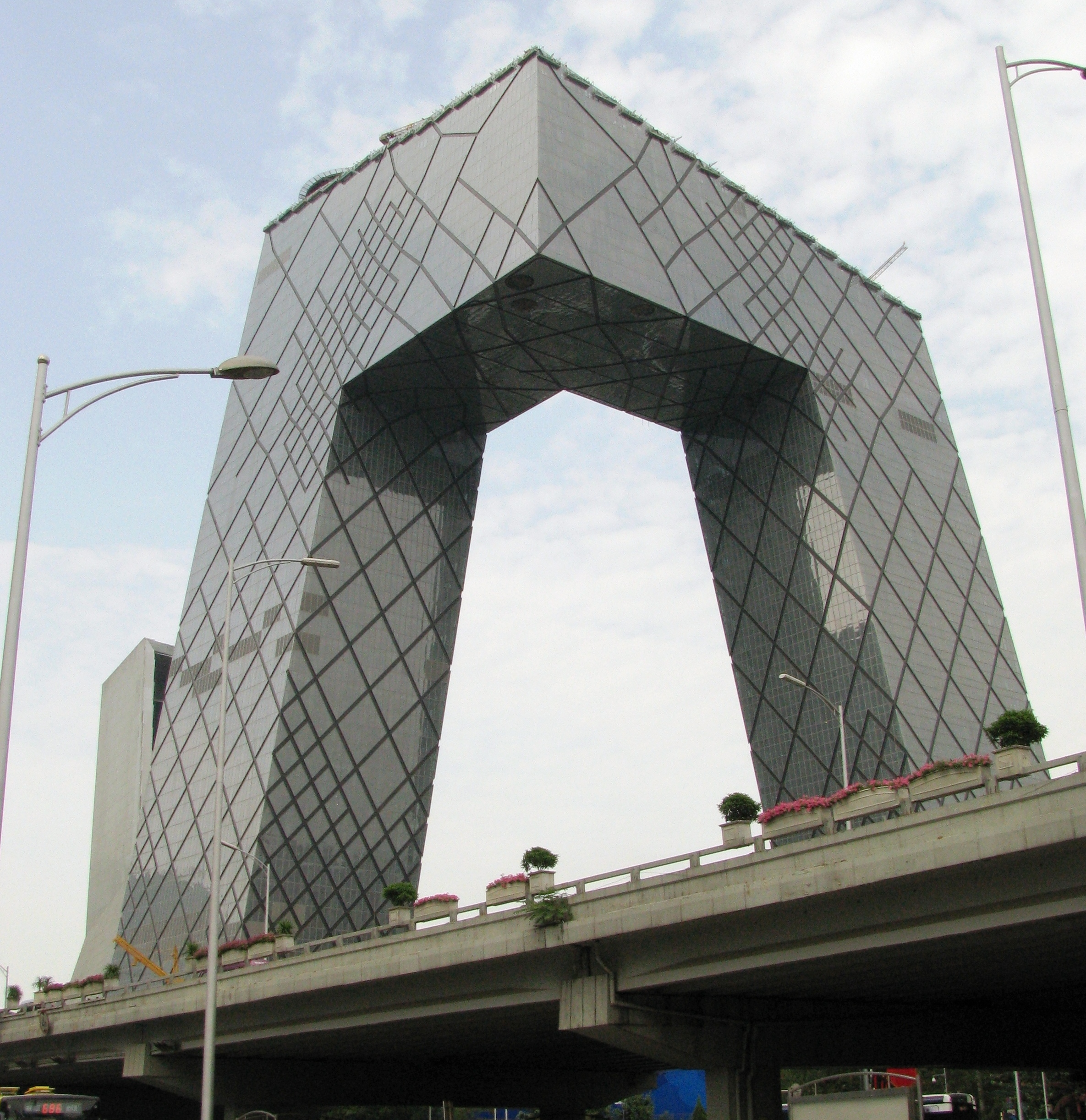
Neue Sendezentrale: China Central Television Headquarters, Beijing

China Central Television (chinesisch 中国中央电视台, Pinyin Zhōngguó Zhōngyāng Diànshìtái – „Chinesisches Zentral-Fernsehen“), oft abgekürzt CCTV, ist der größte Fernsehsender in der Volksrepublik China. Organisatorisch ist er ein Teil des Ministeriums für Radio, Fernsehen und Film der Volksrepublik und hat als solcher eine journalistische Abhängigkeit von der Regierung. Zu ihren Funktionen zählen soziale Bildung sowie der Informationsdienst für Nachrichtenkommunikation, Kultur und Unterhaltung.
CCTV gilt derzeit ähnlich wie Press TV im Iran, Russia Today und teleSUR in Venezuela als staatliches Propaganda-Sprachrohr des Präsidenten Xi Jinping und der Kommunistischen Partei (KPCh). Sie ist als Fernsehsender ausschließlich der Regierung (Staatsrat) und dem Zentralkomitee der Kommunistischen Partei Chinas gegenüber verantwortlich.

## Programm
Die Nachrichtenberichterstattung folgt den Vorgaben der Propagandaabteilung der Kommunistischen Partei Chinas (KPCh). In den 1990ern wurden dem Sender, wie den vielen anderen Medienunternehmen in China, die staatlichen Subventionen massiv gekürzt. Dies führt in der Programmgestaltung zu einem Balanceakt zwischen der staatlich vorgegebenen Linie und einer Programmwahl, die am freien Markt im Wettbewerb  um Zuschauer und Werbeeinnahmen überstehen kann. In der Suche nach Zuschauern konkurriert CCTV mit lokalen, ebenfalls staatlich betriebenen Sendern, die sich zu größeren Mediengruppen zusammengeschlossen haben, um gegen CCTV bestehen zu können.

## Geschichte

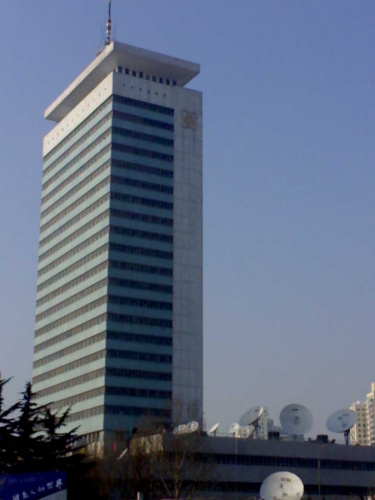
Alte Sendezentrale: CCTV, Beijing

Nachdem der „Überragende Führer“ Mao Zedong 1954 die Gründung einer eigenen Fernsehstation angeordnet hatte, wurden im Dezember 1957 Luo Donghe and Meng Qiyu zur Inspektion der jeweiligen Fernsehstationen in die Sowjetunion und die Deutsche Demokratische Republik (DDR) entsandt. CCTV wurde am 1. Mai 1958 als staatliche Nachrichtenagentur zur Lenkung der öffentlichen Meinung gegründet und diente seither als Propagandainstrument der Kommunistischen Partei Chinas. Man begann mit der ersten Übertragung am 2. September 1958 unter dem Namen Peking-Fernsehen, nachdem am 1. Mai desselben Jahres erste experimentelle Übertragungen erfolgreich verliefen. Der Name wurde am 1. Mai 1978 auf CCTV geändert.
Im Jahr 2008 wurden zeitgleich mit den Olympischen Sommerspielen die China Central Television Headquarters, der neue Hauptsitz des Senders eröffnet.
Am 9. Februar 2012 startete China Central Television einen neuen Kanal CCTV America, der aus Washington, D.C. sendet und der es mit anderen internationalen Nachrichtenkanälen aufnehmen soll.
Als Xi Jinping am 19. Februar 2016 die CCTV-Zentrale besuchte, gab er die Marschrichtung vor: „Folgt der Partei und berichtet positiv!“ Die CCTV-Mitarbeiter hatten ihn mit einem Banner begrüßt: „Unser Nachname lautet »Partei«! Wir sind absolut loyal! Bitte inspizieren Sie uns!“ Tatsächlich verlief der Besuch wie die Inspektion einer Truppeneinheit.

## Empfang von CCTV
CCTV bietet 16 Programme und konkurriert damit nicht nur mit anderen lokalen Sendern, sondern auch mit den über Satellit empfangbaren ausländischen Stationen. Die meisten der Programme werden mit einer fortlaufenden Nummer benannt, ohne weitere Beschreibung (etwa: CCTV-1, CCTV-2 usw.).
Außerhalb Chinas ist nur der Empfang von CCTV-4 („Übersee-Kanal“), CCTV-9 (englischsprachig), CCTV-News (englischsprachig) und CCTV-E&F (spanisch- und französischsprachig) möglich, die über Digital Video Broadcasting (DVB) übertragen werden. Sie sind über viele Satelliten weltweit empfangbar. Internetdienste wie PPLive übertragen das Programm auch via Internet. Die Programme sind auch inoffiziell über Livestation zu empfangen, wo die Livestreams von Nutzern hinzugefügt worden sind. CCTV hat kürzlich auf DVB umgestellt, nicht nur wegen der besseren Signalqualität, sondern auch um Gebühren von etwa 10 US-Dollar pro Jahr erheben zu können.

## Propaganda
CCTV strahlt regelmäßig falsche oder erzwungene Geständnisse von beschuldigten oder verurteilten Verbrechern aus und produziert dazu entsprechende Programme. Diese Programme werden häufig vor dem Beginn formeller Gerichtsverfahren gedreht. Opfer dieser Praxis sind sowohl inländische Dissidenten wie Anwälte, Journalisten und Aktivisten, als auch Ausländer.
Laut einem ehemaligen Mitarbeiter habe er rund 1000 Anweisungen pro Jahr von den Zensurbehörden erhalten, ob und wie er berichten dürfe.
Zum 60. Geburtstag von Radio Free Europe im Oktober 2010 bezeichnete Walter Isaacson, Präsident des Aspen-Instituts und des Broadcasting Board of Governors, unter anderem die Medienanstalt China Central Television als „Feind“. Isaacson korrigierte sich später, er habe „Feinde“ in Bezug auf Afghanistan gemeint und nicht auf die Länder und Fernsehanstalten, die er in seiner Rede erwähnt hatte.

## Kanäle von CCTV
- CCTV-1: Allgemein
- CCTV-2: Wirtschaft
- CCTV-3: Kultur

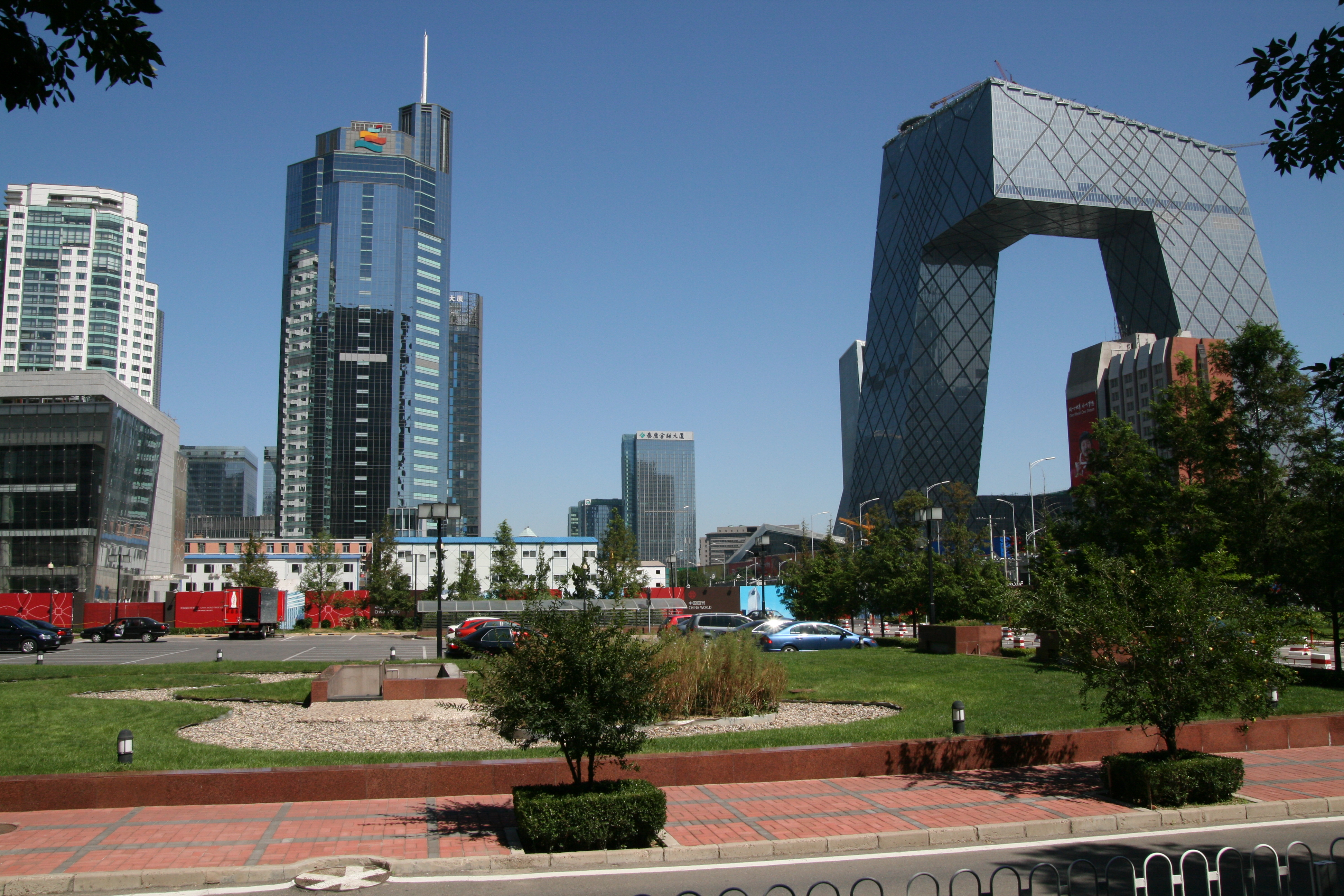
Hauptquartier mit Park

- CCTV-4: International (auf Mandarin)
- CCTV-5: Sport
- CCTV-5+: High Definition sport kanal
- CCTV-6: Kinofilme
- CCTV-7: Nationale Verteidigung/Militär
- CCTV-8: Fernsehdrama
- CCTV-9: Dokumentarfilme (auf Mandarin)
- CCTV-10: Wissenschaft und Technologie
- CCTV-11: Opern
- CCTV-12: Gesellschaft und Recht
- CCTV-13: Nachrichten (auf Mandarin)
- CCTV-14: Kinder
- CCTV-15: Musik
- CCTV-17: Landwirtschaft/Ländlicher Raum
- CGTN: internationale Nachrichten (auf Englisch)
- CGTN Documentary: Dokumentarfilme (auf Englisch)
- CGTN Français: international (auf Französisch)
- CGTN Español: international (auf Spanisch)
- CGTN العربية: international (auf Arabisch)
- CGTN Русский: international (auf Russisch)